# いろは島温泉
いろは島温泉（いろはじまおんせん）は佐賀県唐津市肥前町満越にある温泉。

## 泉質
- ナトリウム - 炭酸水素塩・塩化物泉（低張性アルカリ性温泉）
  - 泉温 - 32℃
  - 効能 - 筋肉痛、冷え性、皮膚病、切り傷など

## 温泉地
長崎県との県境にあるいろは島の目の前に一軒宿の「国民宿舎いろは島」が存在する。
日帰り入浴可能。部屋や温泉からはいろは島の島々を眺望できる。

## 歴史
- 1971年（昭和46年）9月 -「国民宿舎いろは島」開業。
- 1986年（昭和61年）3月 -「国民宿舎いろは島」改装。
- 1992年（平成4年）2月 -「国民宿舎いろは島」2度目の改装。

## アクセス
- JR唐津線・唐津駅より車で30分。
- 西九州自動車道北波多ICより佐賀県道50号唐津北波多線経由、肥前町方面に車で20分。
- 長崎自動車道多久ICより、車で45分。